# Juan Bautista Lazaga Garay

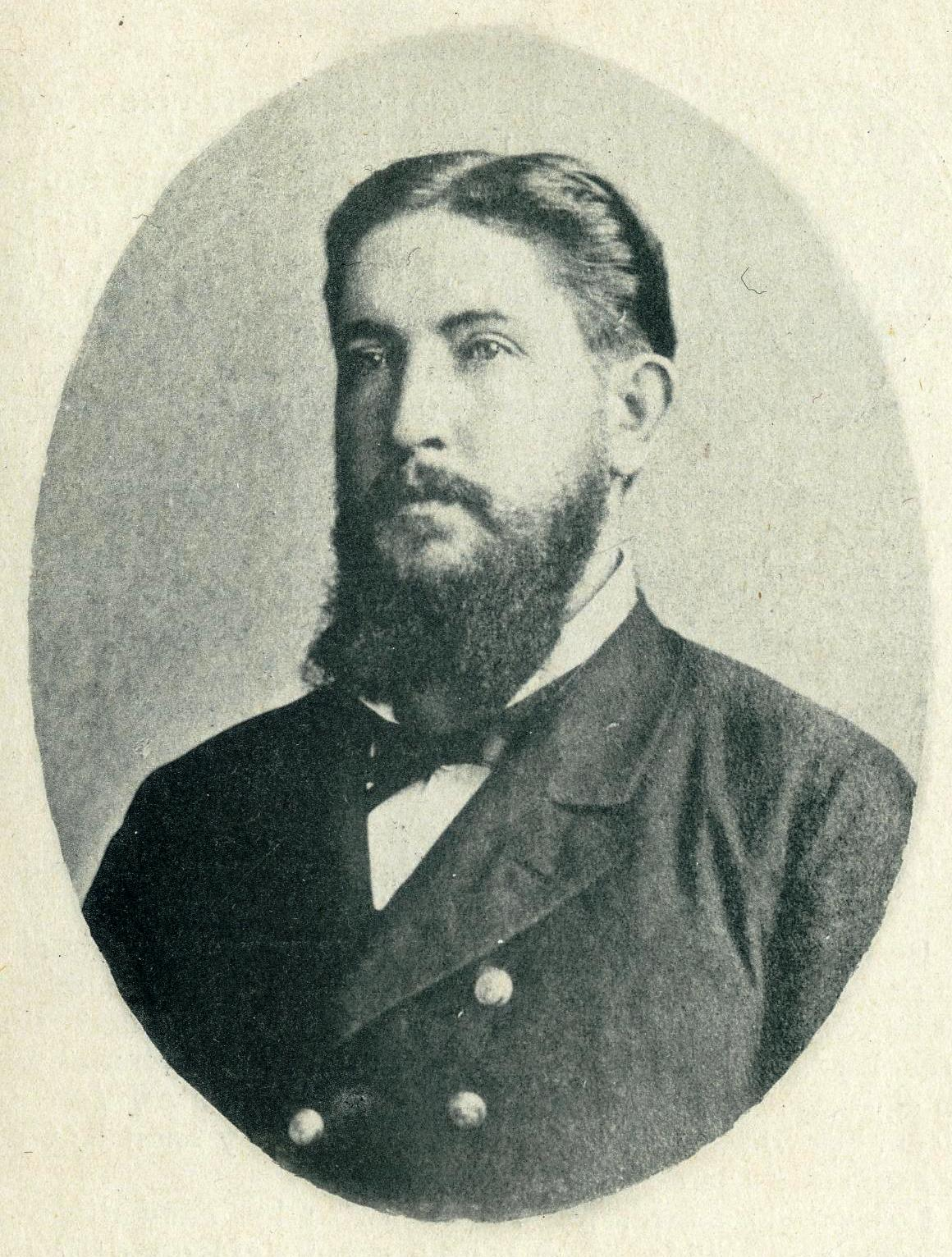
Juan Bautista Lazaga Garay

Juan Bautista Lazaga Garay (21 de abril de 1845 - 3 de julho de 1898) foi um capitão espanhol que lutou na Batalha de Santiago de Cuba.

## Vida
Ele entrou para o Colégio Naval, em julho de 1857.  Em outubro de 1860, foi nomeado aspirante de segunda classe, e em janeiro de 1861, ele foi designado para a ilha de Cuba, onde ele cruzeiros de instrução em diferentes embarcações. Em novembro do mesmo ano, fez parte do esquadrão comandado por Joaquin Gutierrez de Rubalcaba, que realizou o ataque em Veracruz e San Juan de Ulúa. 
Em outubro de 1863, subiu para aspirante de primeira classe em janeiro de 1864, retornou para a península. Em novembro de 1865, elevou-se a bandeira e solicitado a entrega da praça do Pacífico, que, liderada por Casto Mendez Nunez, entrou em combate em 02 de maio de 1866, a Batalha de El Callao. 
Em 1867, completou a viagem de circum-navegação a bordo do Berengaria, e em finais de 1869 foi destinado para a colônia de Havana. 
Em fevereiro de 1870, subiu para tenente de segunda classe, e em julho de 1884, ao tenente primeira classe (equivalente ao atual capitão de corveta). Entre 1870 e 1884 ele foi publicado em diferentes períodos alternados entre o continente e a ilha de Cuba. 
Na primavera de 1884, ele retornou para a península e foi nomeado chefe do centro meteorológico do Observatório da Marinha de San Fernando. Permaneceu neste local até junho de 1887, ele foi promovido a Comandante, tornando-se comandante da fragata Gerona . 
Em janeiro de 1889 ele foi nomeado assistente do departamento de Cádiz, e permaneceu nesta posição até novembro de 1890, data em que ele foi nomeado comandante do cruzador Isla de Cuba, com quem ele fez uma viagem a Ilhas Canárias e Rio de Oro, que terminou em maio de 1891. Ele continuou no comando do navio e serviu na costa da península. 
Em 1892 ele foi nomeado presidente do conselho de estudos para a canalização de Sancti Petri. Em junho de 1892 ele foi nomeado comandante do porto de Ponce, na ilha de Porto Rico, cargo que ocupou até a primavera de 1894 . 
Em junho, ele foi nomeado comandante do cruzador Aragão, cargo que ocupou até fevereiro de 1896. Quando ele foi promovido a capitão, ele foi nomeado comandante da quilha (para supervisionar a construção) do cruzador blindado Princesa das Astúrias. 
Em fevereiro de 1897, é designado comandante do cruzador Almirante Oquendo, que se juntou ao esquadrão de instrução. Em 1898, ainda no comando do navio. Eles navegaram em fevereiro a caminho de Las Palmas, e 29 de fevereiro de 1898 partiu para o Mar do Caribe. 
Durante a Batalha de Santiago de Cuba, o Almirante Oquendo foi gravemente atingido pelos tiros do USS Iowa, matando grande parte da tripulação, além de provocar um incêndio que destruiu os botes salva-vidas, outro tiro atinge a sala de torpedos, para impedir que uma explosão destruísse o navio, Lazaga lança os torpedos no mar e dá a ordem de abandonar o navio, a tripulação nada até a praia, onde são atingidos pelos atiradores cubanos. Lazaga vendo que estava tudo perdido, ele então comete suicídio.